# Медицинска школа Бања Лука
Медицинска школа Бања Лука је образовна установа у Бањој Луци, која пружа средње образовање у области медицине.

## Историја
Основана је 1947. године. На сједници Владе НРБиХ, одржаној 8. августа 1946. године, донесена је одлука да се отвори средња медицинска школа у Сарајеву и Бањој Луци.
Средња Медицинска школа је почела са радом средином октобра 1947. године. Настава се одржавала у згради Вила Божић, која је изграђена у сецесионистичком стилу. У првој генерацији, школа је имала само два одјељења: одјељење љекарских помоћника и сестара и одјељење санитарних техничара.
Нова школска зграда (налази се на мјесту данашње Гимназије) потпуно је завршена 1949. године. Зграда је срушена у земљотресу 1969. године и од тада је почело често, деценијама дуго пресељавање из објекта у објекат.
Школа је дуго носила назив „Вахида Маглајлић“, а данас се једноставно зове Медицинска школа Бања Лука.

## Структура
Школа броји између 1100 и 1.200 ученика који су распоређени у 6 смјерова: медицински техничар, фармацеутски техничар, физиотерапеутски техничар, акушерско-гинеколошки техничар, лабораторијско-санитарни техничар и зубно-стоматолошки техничар. Ученици се, након завршене школе, могу запослити у некој од здравствених установа или наставити школовање на неком од факултета или виших школа, већ према успјеху и аспирацијама појединца.
Школа, уз благе варијације зависно од године, има укупно преко 90 запослених.
Школски органи су: Управа школе, Школски одбор, Педагошко-психолошка служба, Административна служба, Синдикална организација, Савјет ученика, стручни активи.